# رقصة الحياة
رقصة الحياة (بالإنجليزية: The Dance of Life)‏ هو فيلم أبيض وأسود موسيقي أمريكي إنتاج عام 1929، هذا هو الأول من ثلاثة أفلام معدلة من مسرحية برودواي الشهيرة بورليسك عام 1927، هي فيلم تأرجح عالي، تأرجح منخفض (1937) وفيلم عندما يبتسم حبيبي في وجهي (1948). أخرج الفيلم جون كرومويل، وإدوارد ساذرلاند. ظهر هال سكيلي في دور البطولة في دور رالف "سكيد" جونسون بعد أن لعب نفس الدور في نسخة برودواي في مسرح بليموث. شارك في الإنتاج لمدة اثنين وخمسين أسبوعًا قبل أن يترك دوره للمشاركة في الفيلم. كما ظهر تشارلز دي براون ورالف ثيودور وأوسكار ليفانت أيضًا في إنتاج برودواي.

## فريق التمثيل
- هال سكيلي في دور "سكيد" جونسون
- نانسي كارول في دور بوني كينج
- دوروثي ريفير في دور سيلفيا ماركو
- رالف ثيودور في دور هارفي هويل
- تشارلز د. براون في دور أعسر
- آل سانت جون في دور بوزو
- ماي بولي في دور جوسي
- أوسكار ليفانت في دور جيري
- مارجوري كين (غير معتمد)
- جون كرومويل في دور حارس البواب